# Бульвар Миколи Руденка
Бульвар Миколи Руденка — бульвар у  Святошинському районі міста Києва, житловий масив Микільська Борщагівка. Пролягає від вулиці Івана Дзюби і вулиці Зодчих до проспекту Леся Курбаса.
Прилучаються вулиці Володимира Покотила, Литвиненко-Вольгемут і Академіка Сєркова.

## Історія
Бульвар виник у 1960-ті роки як частина бульвару Ромена Роллана (нині — бульвар Жуля Верна), а в 1981 році отримав назву бульвар Кольцова, на честь російського поета Олексія Кольцова.  
В Довідниках 1982 та 1995 років вказано, що бульвар було названо на честь радянського журналіста, уродженця Києва 
Михайла Кольцова.[джерело не вказане 48 днів]
Сучасна назва з 2024 року на честь українського письменника, засновника Української Гельсінської Групи, лауреата Національної премії імені Тараса Шевченка (1993), Героя України (2000) Миколи Руденка.